# Luobdne
Luobdne är en sjö i Arjeplogs kommun i Lappland och ingår i Umeälvens huvudavrinningsområde. Sjön har en area på 0,387 kvadratkilometer och ligger 616 meter över havet. Sjön avvattnas av vattendraget Viejeströmmen.

## Delavrinningsområde
Luobdne ingår i det delavrinningsområde (735590-154450) som SMHI kallar för Ovan 735412-154778. Medelhöjden är 660 meter över havet och ytan är 11,63 kvadratkilometer. Räknas de 5 avrinningsområdena uppströms in blir den ackumulerade arean 93,32 kvadratkilometer. Viejeströmmen som avvattnar avrinningsområdet har biflödesordning 4, vilket innebär att vattnet flödar genom totalt 4 vattendrag innan det når havet efter 439 kilometer. Avrinningsområdet består mestadels av skog (93 procent). Avrinningsområdet har 0,55 kvadratkilometer vattenytor vilket ger det en sjöprocent på 4,8 procent.